# Marie-Clotilde-Élisabeth Louise de Riquet
Marie-Clotilde-Élisabeth Louise de Riquet (3 giugno 1837 – San Pietroburgo, 8 novembre 1890) è stata una pianista e nobildonna belga, figlia maggiore del conte Michel Gabriel Alphonse Ferdinand de Riquet (1810-1865), investito principe di Chimay nel 1824, e di Rosalie de Riquet de Caraman (1814-1872).
Sviluppò da bambina notevoli doti di pianista. L'11 aprile 1860 sposò Eugène Arnould Henri Charles François Marie, conte di Mercy-Argenteau (1838-1888) e l'anno seguente incontrò Franz Liszt. Nel 1866 strinse amicizia con Napoleone III: dopo la disfatta di Sedan, gli fece visita un'ultima volta mentre era prigioniero dei prussiani al castello di Wilhelmshöhe e suonò per lui. Avrebbe poi scritto un libro di memorie sulla loro relazione quadriennale, Le dernier amour d'un empereur.
Suo cugino fu il principe Joseph di Riquet de Caraman-Chimay..